# Campeonato Europeu de Patinação Artística no Gelo de 1966
O Campeonato Europeu de Patinação Artística no Gelo de 1966 foi a quinquagésima oitava edição do Campeonato Europeu de Patinação Artística no Gelo, um evento anual de patinação artística no gelo organizado pela União Internacional de Patinação (em inglês:  International Skating Union) onde os patinadores artísticos competem pelo título de campeão europeu. A competição foi disputada entre os dias 1 de fevereiro e 5 de fevereiro, na cidade de Bratislava, Tchecoslováquia.

## Eventos
- Individual masculino
- Individual feminino
- Duplas
- Dança no gelo

## Medalhistas
| Evento                        | Ouro                                                   | Prata                                              | Bronze                                                   |
| Individual masculino detalhes | Emmerich Danzer · Áustria                              | Wolfgang Schwarz · Áustria                         | Ondrej Nepela · Tchecoslováquia                          |
| Individual feminino detalhes  | Regine Heitzer · Áustria                               | Gabriele Seyfert · Alemanha Oriental               | Nicole Hassler · França                                  |
| Duplas detalhes               | Liudmila Belousova · Oleg Protopopov · União Soviética | Tatiana Zhuk · Alexander Gorelik · União Soviética | Margot Glockshuber · Wolfgang Danne · Alemanha Ocidental |
| Dança no gelo detalhes        | Diane Towler · Bernard Ford · Reino Unido              | Yvonne Suddick · Malcolm Cannon · Reino Unido      | Jitka Babická · Jaromír Holan · Tchecoslováquia          |

## Resultados

### Individual masculino
| Pos.              | Nome                | Nacionalidade      |
| ----------------- | ------------------- | ------------------ |
| Medalha de ouro   | Emmerich Danzer     | Áustria            |
| Medalha de prata  | Wolfgang Schwarz    | Áustria            |
| Medalha de bronze | Ondrej Nepela       | Tchecoslováquia    |
| 4                 | Patrick Péra        | França             |
| 5                 | Robert Dureville    | França             |
| 6                 | Ralph Borghard      | Alemanha Oriental  |
| 7                 | Giordano Abbondati  | Itália             |
| 8                 | Marian Filc         | Tchecoslováquia    |
| 9                 | Peter Krick         | Alemanha Ocidental |
| 10                | Günter Anderl       | Áustria            |
| 11                | Valeri Meshkov      | União Soviética    |
| 12                | Sergei Chetverukhin | União Soviética    |
| 13                | Jenő Ébert          | Hungria            |
| 14                | Reinhard Ketterer   | Alemanha Oriental  |
| 15                | Malcolm Cannon      | Reino Unido        |
| 16                | Zdzisław Pieńkowski | Polônia            |
| 17                | Hansjörg Studer     | Suíça              |
| 18                | Jan Ullmark         | Suécia             |

### Individual feminino
| Pos.              | Nome                  | Nacionalidade      |
| ----------------- | --------------------- | ------------------ |
| Medalha de ouro   | Regine Heitzer        | Áustria            |
| Medalha de prata  | Gabriele Seyfert      | Alemanha Oriental  |
| Medalha de bronze | Nicole Hassler        | França             |
| 4                 | Hana Mašková          | Tchecoslováquia    |
| 5                 | Diana Clifton-Peach   | Reino Unido        |
| 6                 | Zsuzsa Almássy        | Hungria            |
| 7                 | Sally-Anne Stapleford | Reino Unido        |
| 8                 | Uschi Keszler         | Alemanha Ocidental |
| 9                 | Elisabeth Mikula      | Alemanha Ocidental |
| 10                | Angelika Wagner       | Alemanha Ocidental |
| 11                | Beate Richter         | Alemanha Oriental  |
| 12                | Elisabeth Nestler     | Áustria            |
| 13                | Pia Zürcher           | Suíça              |
| 14                | Alena Augustova       | Tchecoslováquia    |
| 15                | Martina Clausner      | Alemanha Oriental  |
| 16                | Micheline Joubert     | França             |
| 17                | Elena Shcheglova      | União Soviética    |
| 18                | Rita Trapanese        | Itália             |
| 19                | Britt Elfving         | Suécia             |
| 20                | Denise Neanne         | França             |
| 21                | Sylvia Oundjian       | Reino Unido        |
| 22                | Elżbieta Kościk       | Polônia            |
| 23                | Anna-Maija Rissanen   | Finlândia          |

### Duplas
| Pos.              | Nome                                      | Nacionalidade      |
| ----------------- | ----------------------------------------- | ------------------ |
| Medalha de ouro   | Liudmila Belousova / Oleg Protopopov      | União Soviética    |
| Medalha de prata  | Tatiana Zhuk / Alexander Gorelik          | União Soviética    |
| Medalha de bronze | Margot Glockshuber / Wolfgang Danne       | Alemanha Ocidental |
| 4                 | Tatiana Tarasova / Georgi Proskurin       | União Soviética    |
| 5                 | Irene Müller / Hans-Georg Dallmer         | Alemanha Oriental  |
| 6                 | Gudrun Hauss / Walter Häfner              | Alemanha Ocidental |
| 7                 | Sonja Pfersdorf / Gunter Matzdorf         | Alemanha Ocidental |
| 8                 | Heidemarie Steiner / Heinz-Ulrich Walther | Alemanha Oriental  |
| 9                 | Brigitte Weise / Michael Brychy           | Alemanha Oriental  |
| 10                | Monique Mathys / Yves Aellig              | Suíça              |
| 11                | Gerlinde Schönbauer / Wilhelm Bietak      | Áustria            |
| 12                | Mona Szabo / Pierre Szabo                 | Áustria            |
| 13                | Agnesa Wlachovská / Peter Bartosiewicz    | Tchecoslováquia    |
| 14                | Mária Csordás / László Kondi              | Hungria            |
| 15                | Evelyne Scharf / Fery Dedovich            | Áustria            |
| 16                | Bohunka Weise / Jan Sramek                | Tchecoslováquia    |
| 17                | Michele Bargauan / Emanuele Gianoli       | Itália             |
| 18                | Janina Poremska / Piotr Sczypa            | Polônia            |
| 19                | Anci Dolenc / Mitja Sketa                 | Iugoslávia         |

### Dança no gelo
| Pos.              | Nome                                     | Nacionalidade      |
| ----------------- | ---------------------------------------- | ------------------ |
| Medalha de ouro   | Diane Towler / Bernard Ford              | Reino Unido        |
| Medalha de prata  | Yvonne Suddick / Malcolm Cannon          | Reino Unido        |
| Medalha de bronze | Jitka Babická / Jaromír Holan            | Tchecoslováquia    |
| 4                 | Brigitte Martin / Francis Gamichon       | França             |
| 5                 | Gabriele Matysik / Rudi Matysik          | Alemanha Ocidental |
| 6                 | Janet Sawbridge / Jon Lane               | Reino Unido        |
| 7                 | Liudmila Pakhomova / Viktor Ryzhkin      | União Soviética    |
| 8                 | Edit Mató / Karoly Csanády               | Hungria            |
| 9                 | Annerose Baier / Eberhard Rüger          | Alemanha Oriental  |
| 10                | Sylva Draisaitlova / Miroslav Gresek     | Tchecoslováquia    |
| 11                | Heide Mezger / Gerald Felsinger          | Áustria            |
| 12                | Christel Trebesiner / Herbert Rothkappel | Áustria            |
| 13                | Angelika Buck / Erich Buck               | Alemanha Ocidental |
| 14                | Susanna Carpani / Sergio Pirelli         | Itália             |
| 15                | Truus Gerardts / Ronald du Burck         | Países Baixos      |
| 16                | Ilona Berecz / István Sugár              | Hungria            |

## Quadro de medalhas
| Ordem | País              | Medalha de ouro | Medalha de prata | Medalha de bronze |    | Ordem por total |
| ----- | ----------------- | --------------- | ---------------- | ----------------- | -- | --------------- |
| 1     | Áustria           | 2               | 1                |                   | 3  | 1               |
| 2     | União Soviética   | 1               | 1                |                   | 2  | 2               |
| 3     | Reino Unido       | 1               | 1                |                   | 2  | 2               |
| 4     | Alemanha Oriental |                 | 1                |                   | 1  | 5               |
| 5     | Tchecoslováquia   |                 |                  | 2                 | 2  | 2               |
| 6     | Alemanha Oriental |                 |                  | 1                 | 1  | 5               |
| 6     | França            |                 |                  | 1                 | 1  | 5               |
| TOTAL | TOTAL             | 4               | 4                | 4                 | 12 | —               |